# Зулејка Стефанини
Зулејка Тућан—Стефанини (1912—2005) је бивша југословенска свестрана спортисткиња. Тамичила се у гимнастици, пливању, скоковима у воду и атлетици где је била и репрезентативка у трчању на 80 метара са препонама. Била је члан спортског друштва ХАШКа из Загреба.
У својој спортској кариијери освајала је трофеје у 14 дисциплина. Као гимнастичарка два пута ја била првакиња државе (1935. и 1936). У атлетици је била врло успешна, па је била рекордерка на 80 метара са препонама. Трофеје је освајала и у дисциплинама: на 200 метара, у скоку увис тробоју и бацањима кугле и копља.
Учествовала је на Летњим олимпијским играма 1936. у Берлину, где се у својој дисциплини у конкуренцији 19 атлетичарки из 11 земаља, није успела пласирати у финале.
Умрла је у Загребу 2005. у 94. години живота.

## Лични рекорд
- 13,2 сек. 1940. године